# 約翰遜敦 (紐約州)
約翰遜敦（英語：Johnsontown）是位於美國紐約州羅克蘭縣的非建制地區。

## 地理
約翰遜敦所處的海拔為高於海平面255米（即837英呎），而該地所採用的時區為UTC-5，即北美东部时区（EST）。同時該地設有夏令時間，為UTC-5調快一小時，即UTC-4（EDT）。